# Décès en 989
Décès
- 985
- 986
- 987
- 988
- 989
- 990
- 991
- 992
- 993

Cette page dresse une liste de personnalités mortes au cours de l'année 989 :
- 13 janvier[1] : Adalbéron, trente-neuvième archevêque de Reims.
- 13 avril : Bardas Phocas le Jeune, célèbre général byzantin.
- 25 août : Chen Tuan, sage reconnu du taoïsme.
- 6 septembre : Charaf ad-Dawla Chirzil, émir bouyide.
- 5 octobre : Henri III de Bavière, duc de Carinthie et duc de Bavière.
- 10 novembre[2] : Hugues de Cavalcamp, archevêque de Rouen.
- 1er décembre : Fujiwara no Korenari, courtisan japonais de l'époque de Heian.

- Gourgen Ier d'Aghbanie, membre de la famille arménienne des Bagratides, prince de Tachir en 972, roi d'Aghbanie.
- Smbat II d'Arménie, ou Smbat Tiézérakal, roi d'Arménie à Ani.
- Godfred II de Man, roi des Hébrides et de l’Ile de Man.
- Ch'oe Sung-no, coréen vivant sous les Koryŏ, auteur d'un long manuel du bon gouvernant, rédigé selon les principes confucéens.
- Fujiwara no Yoritada, membre du clan Fujiwara et l'un des régents Fujiwara.
- Gluniarian Olafsson ou Járnkné Olafsson (Genou d'acier), roi de Dublin.

## Crédit d'auteurs
- Cet article est partiellement ou en totalité issu de l'article intitulé « 989 » (voir la liste des auteurs).